# Ceapaievka, Krîvîi Rih
Ceapaievka (în ucraineană Чапаєвка) este un sat în comuna Novopillea din raionul Krîvîi Rih, regiunea Dnipropetrovsk, Ucraina.

## Demografie
Componența lingvistică a localității Ceapaievka
     Ucraineană (85,92%)
     Rusă (12,68%)
Conform recensământului din 2001, majoritatea populației localității Ceapaievka era vorbitoare de ucraineană (85,92%), existând în minoritate și vorbitori de rusă (12,68%) și polonă (1,41%).